# You & I (w-inds.의 노래)
〈You & I〉는 w-inds.의 30번째 싱글로, 2011년 8월 17일에 발매되었다.

## 트랙리스트

### 통상반
1. You & I
작사,작곡 : JACK RABBITZ / 편곡 : Zetton
TBS 아리타와 마츠코의 남과 여 엔딩
2. Chillin 'in the Daydream
작사, 작곡:JACK RABBITZ  편곡 :Zetton

### 초회한정반 A
1. You & I
2. Chillin 'in the Daydream
3. Humanizer
작사 : shungo. / 작곡 : ZETTON / DARREN MARTYN 편곡 :Zetton

### 초회한정반 B
1. You & I
2. Chillin 'in the Daydream
3. I vs I

작사 : shungo. , 작곡 : ZETTON / DARREN MARTYN, 편곡 : ZETTON

## 차트
- 오리콘 차트 9위 기록 (총판매량 24,172장)
- 뮤직 스테이션 CD랭킹 9위를 기록하였다
- 빌보드 뮤직재팬 차트 17위를 기록하였다. (11/8/24)